# BLUE (ViViDの曲)
「BLUE」（ブルー）は、日本のヴィジュアル系ロックバンド・ViViDのメジャー2作目（通算6作目）のシングル。

## 概要
- 前作「「夢」〜ムゲンノカナタ〜」から約6か月ぶりのシングル。
- 表題曲はアニメ『BLEACH』のオープニングテーマ及びテレビ東京系列『Vの流儀』のオープニングテーマに[1]、カップリング曲「CRISIS」はオンラインゲーム『スペシャルフォース』のテーマソングに起用された[2]。2作連続でアニメタイアップを手掛けた他、初めてカップリング曲にもタイアップが付いた。
- 初回生産限定盤Aと初回生産限定盤B、スペシャルボーナストラック盤の3形態で発売された。初回生産限定盤Aには特典として表題曲のミュージック・ビデオと2010年12月27日に渋谷C.C.Lemonホールで開催されたワンマンライブ『光彩GENESIS』から「「夢」〜ムゲンノカナタ〜」のライブ映像を収録したDVDが、初回生産限定盤Bには特典として表題曲のミュージック・ビデオの別バージョンと、未発表曲「RiL」の渋谷C.C.Lemonホールでのライブ映像を収録したDVDが同梱された。
- オリコンチャート初登場4位を獲得。初のトップ5入りを記録した。

## 収録曲
| 全作詞: シン、全編曲: ViViD、宅見将典。 |             |           |           |                    |      |
| #                                       | タイトル    | 作詞      | 作曲      | スクラッチアレンジ | 時間 |
| 1.                                      | 「BLUE」    | シン      | イヴ      | DJ Mass            | 3:27 |
| 2.                                      | 「CRISIS」  | シン      | 零乃      |                    | 3:42 |
| 3.                                      | 「Re:Load」 | シン      | イヴ      |                    | 3:49 |
| 合計時間:                               | 合計時間:   | 合計時間: | 合計時間: | 10:58              |      |

### 解説
1. BLUE
2. CRISIS
3. Re:Load
スペシャルボーナストラック盤にのみ収録されている。

## 参加ミュージシャン
ViViD
- シン：Vocal
- 零乃：Guitar
- 怜我：Guitar
- イヴ：Bass
- Ko-ki：Drums

## タイアップ
- テレビ東京系列アニメ『BLEACH』第14期オープニングテーマ (#1)
- テレビ東京系列音楽番組『Vの流儀』2011年7月度オープニングテーマ (#1)
- Windows Vista/7専用ゲームソフト『スペシャルフォース』テーマソング (#2)

## 収録アルバム
- INFINITY (#1)
- ViViD THE BEST (#1,2,3)
- BLEACH BEST TRAX (#1)